# 南栄 (鹿児島市)
南栄（なんえい）は、鹿児島県鹿児島市の町丁。郵便番号は891-0122。人口は334人、世帯数は206世帯（2020年4月1日現在）。南栄一丁目から南栄六丁目までがある。
鹿児島臨海工業地帯の二号用地及び一号用地A区として鹿児島開発事業団によって公有水面を埋め立てられ造成された区域であり、工場が多く立ち並ぶ工業団地となっている。

## 地理
鹿児島市の南部に位置しており、永田川下流域に所在する。町域の北方に東開町、南方に七ツ島、西方に谷山中央、卸本町、和田町、坂之上、東方に谷山港一丁目から谷山港三丁目に隣接しており、一部は錦江湾に接している。
町域の西端を鹿児島県道217号郡元鹿児島港線が南北に通っており、交通安全教育センター前交差点で終点となる。鹿児島県道219号玉取迫鹿児島港線が交通安全教育センター前交差点で進路を変え東方から南方に進む。また、県道217号及び県道219号（両道路合わせて産業道路と呼称されている）に沿って谷山緑地公園がある。
東端には臨港道路が南北に通っており、東開町と谷山臨港大橋が結んでいる。町域の北部から中央部にかけては工場が多く所在しており、南部には商業施設や鹿児島県交通安全教育センターなどの公共施設が多く所在している。

### 町名の由来
「角川日本地名大辞典」によれば、「鹿児島市の南部に栄える町」として命名されたとされる。

## 歴史
付近は1967年（昭和42年）から1971年（昭和46年）にかけ、鹿児島臨海工業地帯の二号用地及び一号用地A区として鹿児島開発事業団によって公有水面を埋め立てられ造成された区域である。鹿児島臨海工業地帯の二号用地（卸本町を含む）の総事業費は119億5,800万円であった。
1971年（昭和46年）に公有水面埋立地の区域に「南栄一丁目」、「南栄二丁目」、「南栄三丁目」、「南栄四丁目」、「南栄五丁目」が設置され、1979年（昭和54年）7月30日には鹿児島臨海工業地帯の一号用地A区が鹿児島市に編入され、一部の区域より「南栄六丁目」が設置された。
1986年（昭和61年）10月31日に公有水面埋立地及び旧防波堤の区域が南栄五丁目に編入された。

### 町域の変遷
| 実施後             | 実施年             | 実施前                         |
| ------------------ | ------------------ | ------------------------------ |
| 南栄一丁目（新設） | 1971年（昭和46年） | 公有水面埋立地                 |
| 南栄二丁目（新設） | 1971年（昭和46年） | 公有水面埋立地                 |
| 南栄三丁目（新設） | 1971年（昭和46年） | 公有水面埋立地                 |
| 南栄四丁目（新設） | 1971年（昭和46年） | 公有水面埋立地                 |
| 南栄五丁目（新設） | 1971年（昭和46年） | 公有水面埋立地                 |
| 南栄六丁目（新設） | 1979年（昭和54年） | 公有水面埋立地                 |
| 南栄五丁目（編入） | 1986年（昭和61年） | 公有水面埋立地・旧防波堤の一部 |

## 人口

### 町丁別
|            | 世帯数 | 人口 |
| ---------- | ------ | ---- |
| 南栄一丁目 | 1      | 1    |
| 南栄二丁目 | 1      | 1    |
| 南栄三丁目 | 4      | 4    |
| 南栄四丁目 | 1      | 1    |
| 南栄五丁目 | 183    | 306  |
| 南栄六丁目 | 16     | 21   |

### 国勢調査
以下の表は国勢調査による小地域集計が開始された1995年以降の人口の推移である。
| 年                 | 人口 |
| ------------------ | ---- |
| 1995年（平成7年）  | 505  |
| 2000年（平成12年） | 464  |
| 2005年（平成17年） | 407  |
| 2010年（平成22年） | 350  |
| 2015年（平成27年） | 402  |

## 施設

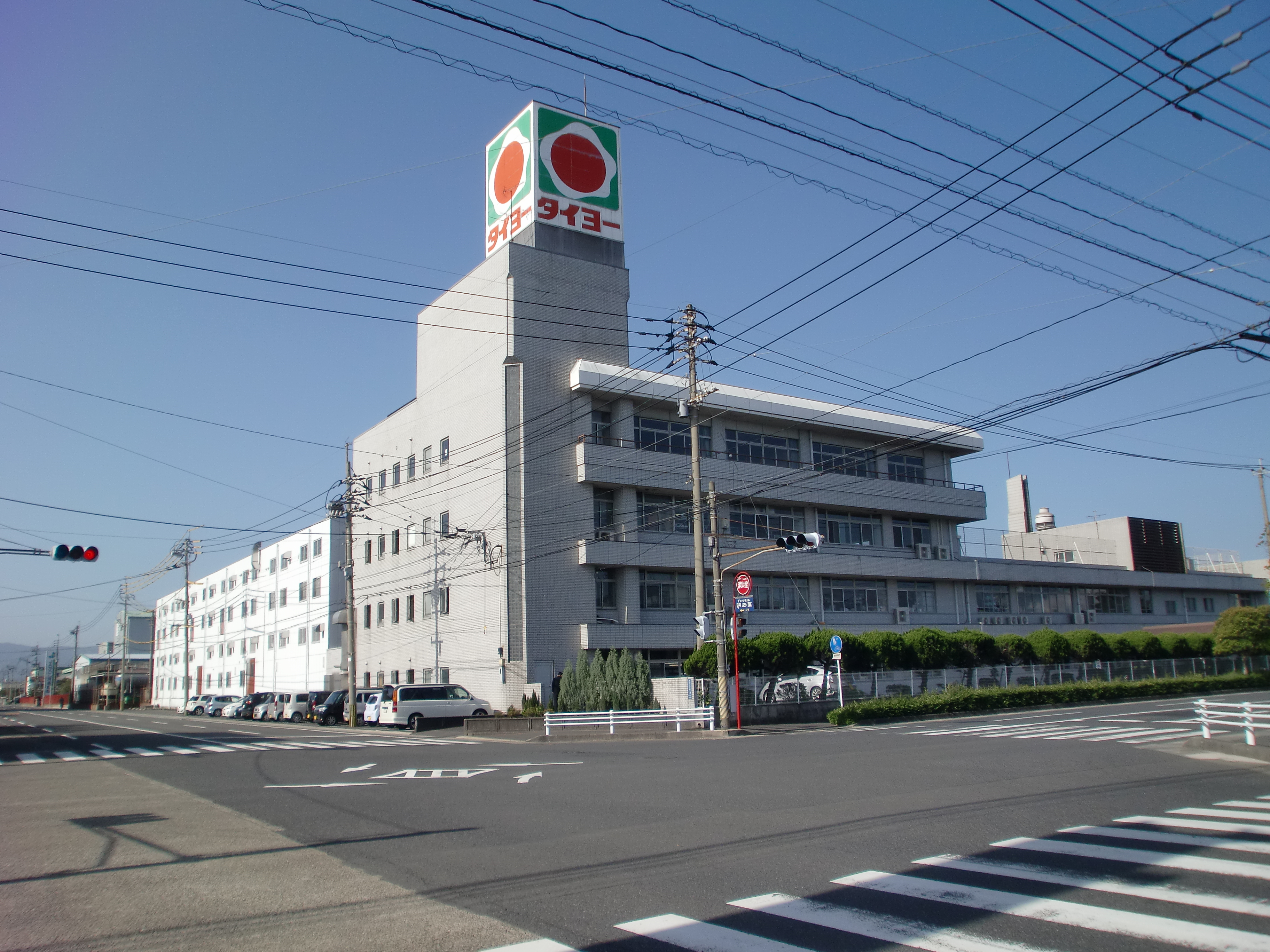
タイヨー本社（南栄三丁目）

### 公共
- 鹿児島県交通安全教育センター[18]
  - 鹿児島県警察免許管理課[19]
  - 鹿児島県交通安全協会本部[20]
- 鹿児島市消防局南消防署[21]
- 長崎税関鹿児島税関支署[22]
- 鹿児島市南部処理場[23]
- 谷山緑地公園
- 南栄公園
- 鹿児島県茶市場

### その他
- タイヨー本社
- 本坊酒造本社
- サナス（旧・日本澱粉工業）本社
- サンケイ化学本社
- キンコー醤油本社
- 横山味噌醤油醸造店本社

## 小・中学校の学区
市立小・中学校に通う場合、学区（校区）は以下の通りとなる。
| 町丁       | 番・番地 | 小学校               | 中学校               |
| ---------- | -------- | -------------------- | -------------------- |
| 南栄一丁目 | 全域     | 鹿児島市立谷山小学校 | 鹿児島市立谷山中学校 |
| 南栄二丁目 | 全域     | 鹿児島市立谷山小学校 | 鹿児島市立谷山中学校 |
| 南栄三丁目 | 全域     | 鹿児島市立谷山小学校 | 鹿児島市立谷山中学校 |
| 南栄四丁目 | 全域     | 鹿児島市立和田小学校 | 鹿児島市立和田中学校 |
| 南栄五丁目 | 全域     | 鹿児島市立和田小学校 | 鹿児島市立和田中学校 |
| 南栄六丁目 | 全域     | 鹿児島市立和田小学校 | 鹿児島市立和田中学校 |

## 交通

### 道路
一般県道
- 鹿児島県道217号郡元鹿児島港線（産業道路）
- 鹿児島県道219号玉取迫鹿児島港線（産業道路）